# Pomarède
Pomarède település Franciaországban, Lot megyében. Lakosainak száma 190 fő (2022. január 1.). Pomarède Cassagnes, Frayssinet-le-Gélat, Goujounac, Les Junies, Prayssac és Puy-l’Évêque községekkel határos.

## Népesség
A település népességének változása:
| Lakosok száma | 136  | 106  | 112  | 171  | 166  | 171  | 189  | 192  | 193  | 190  |
|               | 1968 | 1982 | 1990 | 2006 | 2013 | 2015 | 2017 | 2019 | 2020 | 2022 |